# Ujung Bawang
Ujung Bawang is een bestuurslaag in het regentschap Aceh Singkil van de provincie Atjeh, Indonesië. Ujung Bawang telt 846 inwoners (volkstelling 2010).